# Jim Adhi Limas
Jim Adhi Limas est un acteur indonésien né le 23 mars 1937 à Bandung au Java occidental.

## Filmographie

### Cinéma
- 1973 : L'Oiseau rare
- 1974 : Les Aventures d'une jeune veuve
- 1980 : T'inquiète pas, ça se soigne : le malade amputé
- 1980 : Nous nous sommes rencontrés dans un autre rêve : le jardinier
- 1981 : Diva : le premier Taïwanais
- 1982 : La Vraie Histoire de Gérard Lechômeur : le conférencier
- 1984 : Gwendoline
- 1984 : Clin d'œil : l'ancien combattant du Vietnam
- 1985 : Sac de nœuds : l'épicier
- 1985 : Spécial Police : Lin Pao
- 1987 : Un amour à Paris : Vuong
- 1988 : Blanc de Chine
- 1988 : Le bonheur se porte large : le Vietnamien
- 1990 : Rendez-vous au tas de sable : Sauveur
- 1991 : Massacres : le caissier du peep-show
- 1991 : Money : M. Hak
- 1992 : Le Fils du Mékong : M. Hoang
- 1992 : Lunes de fiel : le maître thaï
- 1996 : L'Éducatrice : le concierge de l'hôtel
- 1996 : The Pillow Book : l'homme dans l'ascenseur
- 1996 : Anna Oz : le flic
- 1996 : Tykho Moon
- 1997 : Un amour de sorcière : N'Guyen
- 1997 : La Femme de chambre du Titanic : le photographe chinois
- 1998 : Michael Kael contre la World News Company : Aguri Akagi, le gourou de la secte Sun
- 1998 : La Mort du Chinois : l'acupuncteur
- 1998 : Hanuman : Louis
- 2003 : Monsieur N. : le vieux chinois
- 2003 : Paris selon Moussa : Ginseng
- 2004 : Victoire : M. Tran-Tian
- 2005 : L'Éveil du moine
- 2005 : Travaux : Wuchi
- 2005 : Palais royal ! : l'employé de l'hôtel Sri Lanka
- 2005 : 6 Hours : le directeur du jeu
- 2007 : Big City : M. Tong
- 2008 : Le Grand Alibi : Owen
- 2008 : Le Piège américain : le chef des rebelles indonésiens
- 2009 : Commis d'office : le grand maître zen dans le film à la télé
- 2009 : Le Coach : Li Bao
- 2011 : Le Jour de la grenouille : Tchan
- 2012 : La Clinique de l'amour : M. Tchang
- 2013 : Koan de Printemps : Maître Truong
- 2015 : Moi et Kaminski : Bodhidharma
- 2018 : Les Aventures de Spirou et Fantasio : le savant japonais
- 2023 : Astérix et Obélix : L'Empire du Milieu : Maître Ban Han

### Télévision
- 1973 : L'Amour malgré toi : le népalais
- 1976 : La Poupée sanglante : Sing-Sing (2 épisodes)
- 1980-1986 : Médecins de nuit : le Vietnamien et M. Le Grand Camp (2 épisodes)
- 1985-1987 : Les Cinq Dernières Minutes : M. Pram et Oung Chai (2 épisodes)
- 1985-1988 : Série noire : Thian (2 épisodes)
- 1988 : Marc et Sophie : le Chinois (1 épisode)
- 1989-2000 : Navarro : La Mémoire et Likao-Pei (2 épisodes)
- 1991 : Le Voyageur : Sam (1 épisode)
- 1991 : Marie Pervenche (1 épisode)
- 1992 : L'Enquêteur : le Chinois (1 épisode)
- 1992 : Le JAP, juge d'application des peines : M. Mai (1 épisode)
- 1993 : Des héros ordinaires : Les portes du ciel : le Chinois (1 épisode)
- 1994 : Julie Lescaut : Tiou (1 épisode)
- 1994 : Placé en garde à vue : Monsieur Li
- 1999 : Blague à part : le patron du restaurant (1 épisode)
- 1999 : Un homme en colère : le maître du temps (1 épisode)
- 2001 : H (1 épisode)
- 2001 : Largo Winch : M. Oyabun (1 épisode)
- 2002 : Caméra Café : la méthode crépin-Wilson (1 épisode)
- 2006 : Léa Parker : Jimmy Show (1 épisode)
- 2007 : Les Bleus : Premiers pas dans la police : M. Li (1 épisode)
- 2007 : Adriana et moi : Yamamoto
- 2007-2008 : Joséphine, ange gardien : le vieux moine et Monsieur Chang (2 épisodes)
- 2010 : Au bas de l'échelle : le patron asiatique
- 2011 : La Chanson du dimanche, la série : Monsieur Lee
- 2012 : Fais pas ci, fais pas ça : Monsieur Chen (1 épisode)
- 2015 : Peplum : l'émissaire chinois (4 épisodes)
- 2016 : The Young Pope : le cardinal (6 épisodes)

## Doublage
- James Hong dans :
  - Duo mortel (1995) : Bobby Birdsong
  - Red Corner (1997) : Lin Shou
  - Le Jour où la Terre s'arrêta (2008) : M. Wu

- Kim Chan dans :
  - Le Cinquième Élément (1997) : M. Kim
  - L'Arme fatale 4 (1998) : Benny Chan

- 1985 : L'Année du dragon : Herbert Kwong (Dennis Dun)
- 1993 : Chute libre : M. Lee (Michael Paul Chan)
- 1993 : Malcolm X : Elijah Muhammad (Al Freeman Jr.)
- 1995 : Johnny Mnemonic : Takahashi (Takeshi Kitano)
- 1995 : Strange Days : M. Fumitsu (Jim Ishida)
- 1995 : Ace Ventura en Afrique : le moine (Arsenio Trinidad)
- 1997 : Sept Ans au Tibet : le chef de la mission chinoise (Victor Wong)
- 1997 : Kundun : le général chinois (Kim Chan)
- 1997 : Paradise Road : l'interprète (David Chung)
- 1999 : Anna et le Roi : Kralahome (Syed Alwi)
- 1999 : Les Adversaires : l'homme à la Ferrari (Dana Lee)
- 2002 : Meurs un autre jour : M. Chang (Ho Yi)
- 2003 : Le Gardien du manuscrit sacré : M. Kojima (Mako)
- 2004 : Amour et Amnésie : le vieil hawaïen (Joe Nakashima)
- 2005 : Collision : Choi (Greg Joung Paik)
- 2010 : Wall Street : L'argent ne dort jamais : Wang (Nan Lu)
- 2016 : Silence : Ichizo (Yoshi Oida)